# Marcus (Washington)
Pour les articles homonymes, voir Marcus.
Marcus est une ville située au nord-ouest du comté de Stevens , dans l'État de Washington, aux États-Unis,. Elle est incorporée en 1910. La ville est baptisée en référence à Marcus Oppenheimer, un pionnier qui s'y installe dès 1863.

## Démographie
Lors du recensement de 2010, la ville comptait une population de 183 habitants. Elle est également estimée, en 2017, à 183 habitants.

### Source de la traduction
- (en) Cet article est partiellement ou en totalité issu de l’article de Wikipédia en anglais intitulé « Marcus, Washington » (voir la liste des auteurs).